# Avinesh Suwamy
Avinesh Waran Suwamy (22 febbraio 1986) è un calciatore figiano, centrocampista del Ba.

## Carriera
Ha giocato complessivamente 20 partite nella OFC Champions League, segnando anche 5 gol.

## Palmarès

### Club

#### Competizioni nazionali
- National Football League (Figi): 6

Lautoka: 2009
Ba: 2011, 2012, 2013
- Campionato interdistrettuale figiano: 2

Lautoka: 2005, 2008
- Champions vs. Champions figiana: 2

Ba: 2011, 2012